# Myrmeleon marginicollis
Myrmeleon marginicollis är en insektsart som beskrevs av Gerstaecker 1894. Myrmeleon marginicollis ingår i släktet Myrmeleon och familjen myrlejonsländor. Inga underarter finns listade i Catalogue of Life.